# أجنحة النسر (فلم)
أجنحة النسر (بالإنجليزية: Eagle Wings)، ويُعرف أيضا باسم أجنحة النسر: قصة القوات الجوية النيجيرية (بالإنجليزية: Eagle Wings: The Nigerian Air Force Story)، هُو فيلم حرب وأكشن ودراما نيجيري صدر سنة 2020، وهُو من إخراج بول أبيل بابيل.

## روابط خارجية
- مقالات تستعمل روابط فنية بلا صلة مع ويكي بيانات